# Mao Zedong
Mao Zedong (Mao Zedong (fil), 毛泽东, traditionella tecken 毛澤東, pinyin Máo Zédōng, Wade-Giles Mao2 Tse2-tung1), född 26 december 1893 i byn Shaoshan, Hunan, död 9 september 1976 i Peking, var en marxist-leninistisk teoretiker, politiker och revolutionär. Han var ordförande för det kinesiska kommunistpartiet 1943–1976 och utropade Folkrepubliken Kina vid Himmelska fridens port i Peking den 1 oktober 1949. Han var landets förste president ("ordförande") 1954–1959, men fortsatte såsom ordförande i kommunistpartiet att vara landets diktator fram till sin död.
Maos 27 år vid makten kom att innebära en omskakande inre samhällsomvälvning samtidigt som Sovjetunionen utmanades som kommunismens ideologiska stormakt, med ett nytt maktblock av kommunistregimer omfattande bl.a. Albanien och Kambodja. Även i västländer vann hans lära, maoismen, utrymme under den så kallade vänstervågen, då den utpekades som bärare av en radikalare, mer autentisk kommunism anpassad till de ungas och tredje världens förhållanden. Kritiker, bland andra den kinesiska författaren Jung Chang och folkmordsexperten R J Rummel, utpekar honom som 1900-talets värste diktator och massmördare i dödstal räknat.
De flesta forskare är överens om att mellan 40 och 70 miljoner kineser avled som en konsekvens av Maos styre, varav cirka hälften under det stora språnget som blev ett misslyckat försök att med hast förnya Kinas industri och ekonomi omkring 1959–1962. Ytterligare miljontals dödades under kulturrevolutionen, som lanserades sedan de misslyckade reformerna och uppmaningar till kritik ("låt hundra blommor blomma") bidragit till ökad kritik mot Maos ställning. Kulturrevolutionen fortsatte i viss mån till hans död 1976, varefter en koalition ledd av Hua Guofeng övertog makten och arresterade sina rivaler de fyras gäng. Detta banade vägen för Deng Xiaopings maktövertagande två år senare och reformpolitiken under 1980-talet.

## Födelse och uppväxt
Mao föddes i byn Shaoshan som ligger i en relativt isolerad del av Hunan-provinsen. Han var äldste son till Mao Yichang, en fattig bonde som blivit relativt förmögen genom hårt arbete. Maos modersmål var Hunan-dialekten, vilket speglade accenten i hans standardkinesiska. Han hade en relativt bekymmersfri uppväxt och utvecklade starka band till sin mor Wen Qimei.
Som barn gick Mao i byskolan där han skaffade grundläggande kunskaper om klassisk kinesisk litteratur, och bland hans favoritromaner fanns Berättelser från träskmarkerna och Färden till Västern. Som tonåring lämnade han sin familj för att studera på en bättre skola i grannhäradet och senare på lärarhögskolan i provinshuvudstaden Changsha, som vid denna tid var ett intellektuellt centrum. Under Xinhairevolutionen deltog Mao en kort tid som soldat i den revolutionära armén i Hunan.

## Mao blir revolutionär

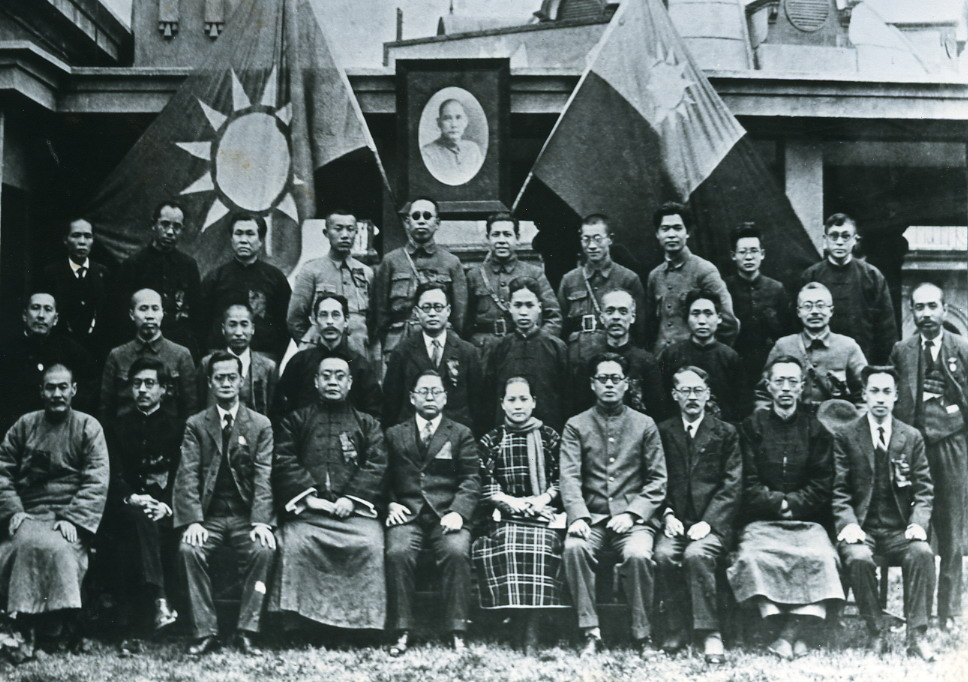
Mao Zedong (tredje från höger på andra raden) vid Kuomintangs andra centralkommittés tredje plenarsession i Wuhan i mars 1927. På främsta raden syns även Soong Ching-ling, T.V. Soong, Eugene Chen och Sun Fo.

1918 lämnade Mao sin hemprovins för att söka arbete i Peking, där han blev påverkad av de revolutionära stämningarna under Fjärde maj-rörelsen. Den radikale intellektuelle akademikern Li Dazhao anställde Mao som bibliotekarie vid Pekinguniversitetets bibliotek, där han influerades av Fjärde maj-rörelsens radikala idéer som marxismen och anarkismen.
Mao återvände till Changsha 1920, där han drogs i krigsherren Tan Yankais rörelse för ett självstyrande Hunan och ett federalt Kina. I en tidskrift gjorde sig Mao till talesman för rörelsen:
| ”                                 | Från våra iakttagelser av den nuvarande situationen så finns det inget hopp om att fullständigt etablera ett folkligt styre i Kina inom de närmaste tjugo åren. Under denna tid gör Hunan bäst i att skydda sina gränser och genomföra självstyre, genom att åtskilja Hunan som en källa av persikoblom [dvs. utopisk gemenskap] som inte vet av resten av Kina eller någon centralregering. Provinsen kan sätta sig i samma ställning som en av staterna i Nordamerikas förenta stater för hundra år sedan. Vi kan ta hand om vår egen utbildning, främja vår egen industri och bygga våra egna vägar och järnvägar. | „ |
| – Citerad i Platt (2007), s. 196. | |   |

Tan Yankai avsattes en tid senare av sina underlydande och Mao Zedong blev snart mer intresserad av marxismen och deltog i att organisera socialistiska studiegrupper som grundats i Hunan. Sommaren 1921 deltog han i grundandet av Kinas kommunistparti (KKP) som bildades i den franska koncessionen i Shanghai 1921.
Bland Maos första uppdrag som kommunistisk organisatör var att organisera arbetare i den viktiga kolgruvan i Anyuan i Jiangxi-provinsen 1922 tillsammans med bland annat Liu Shaoqi och Li Lisan. I Anyuan grundades ett kooperativ och en arbetarklubb som ledde två framgångsrika strejker, vilket gjorde orten känd som "lilla Moskva", men gruvledningen krossade rörelsen med våld i samarbete med den lokale krigsherren i september 1925.

### Nordfälttåget
När kommunistpartiet på sovjetisk inrådan inledde en allians med Sun Yat-sens nationalistparti Kuomintang 1923 blev Mao medlem i Kuomintang och han valdes in som suppleant i dess centralkommitté på Kuomintangs första nationella kongress i januari 1924.
Under inledningsskedet av Chiang Kai-sheks Nordfälttåg för att ena Kina 1926 var Mao partiaktivist i södra Kina där han mobiliserade bönder till stöd för fälttåget. Han deltog också i bondeuppror i sin hemprovins Hunan, där bönderna rest sig i kölvattnet på Nationella revolutionära arméns inmarsch i provinsen. Många av de bönder som deltog i upproret var bönder som arbetat vid kolgruvan i Anyuan och som nu flytt till sina hembyar i Hengshan, Xiangtan, Liling, Xiangxiang och Changsha, där bonderörelsen hade sitt centrum. Mao skrev en rapport om bonderörelsen, där han gav sitt stöd till de våldsamma metoder som brukats i upproren:
| ”                                                                | ...en revolution är inte som en middagsbjudning, eller som att skriva en essä, måla en tavla eller brodera; den kan inte vara så förfinad, så lugn och mild, så måttlig, snäll, artig, återhållsam och storsint. En revolution är ett uppror, en våldsakt varigenom en klass störtar en annan. En revolution på landsbygden är en revolution genom vilken bönderna störtar den feodala godsägarklassens välde. Bönder kan inte, utan att sätta in största möjliga kraft, störta godsägarens djupt rotade välde, som bestått i tusentals år. Landsbygden behöver ett väldigt revolutionärt uppsving, ty endast ett sådant kan resa folkets miljoner till att bli en mäktig kraft. Alla här omnämnda handlingar, vilka sammanförts under beteckningen "att gå för långt", härflyter ur böndernas makt, som framgått ur det väldiga revolutionära uppsvinget på landsbygden. Det var synnerligen nödvändigt att sådana saker gjordes under bonderörelsens andra period, den revolutionära handlingens period. Under denna period var det nödvändigt att upprätta böndernas absoluta makt. Det var nödvändigt att förbjuda illvillig kritik mot bondeföreningarna. Det var nödvändigt att störta herrskapens makt helt och hållet, att slå dem till marken och hålla dem kvar där. Det ligger en revolutionär betydelse i alla de handlingar som etiketterats såsom "att gå för långt" under denna period. Det är, för att säga det rättframt, nödvändigt att för en tid skapa terror i varje landsbygdsområde, eljest skulle det vara omöjligt att undertrycka kontrarevolutionärernas verksamhet på landsbygden eller att störta herrskapsfolkets välde. | „ |
| – Rapport om en undersökning av bonderörelsen i Hunan, mars 1927 | |   |

### Höstskördeupproret
I april 1927 bröt Chiang Kai-shek alliansen med kommunistpartiet och inledde en blodig utrensning av kommunisterna, som började i Shanghai och sedan spred sig till resten av landet. I samband med dessa utrensningar fick Mao och många andra kommunister gå under jorden. För att organisera motståndet mot Kuomintang-regeringen organiserade han det s.k. Höstskördeupproret den 7 september 1927 på landsbygden i Hunan och Jiangxi, men upproret slogs ned brutalt och Mao och resterna av hans styrkor tvingades fly till Jinggangbergen, ett bergsmassiv på gränsen mellan de två provinserna. I den lilla köpingen Xiaping grundade Mao en gerillabas och kom snart i kontakt med krigsherren Zhu De som också flytt Chiang Kai-sheks utrensningar.
Maos misslyckade uppror stod honom dyrt och på ett underjordiskt möte med partiets politbyrå i Shanghai avsattes Mao från sitt medlemskap i politbyrån. Zhou Enlai, som också lett det misslyckade Nanchangupproret, lyckades dock undgå utrensning och hamnade därför över Mao i partihierarkin, till Maos stora förtret.

## Jiangxisovjeten

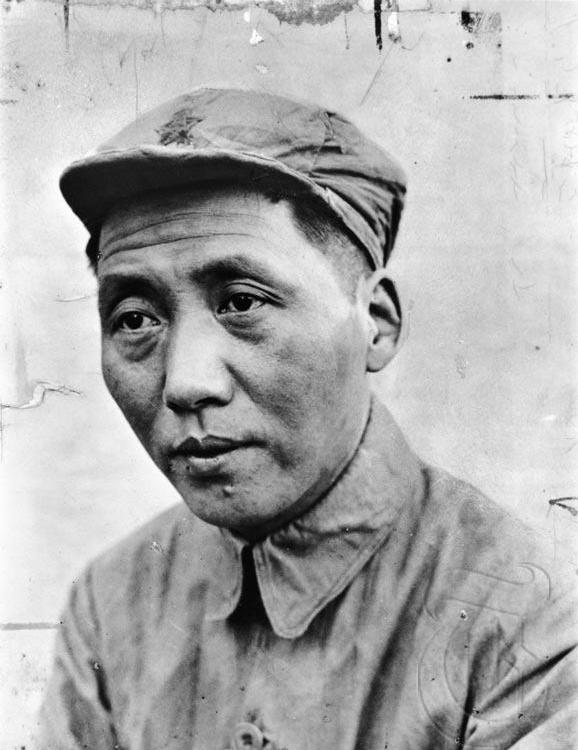
Mao efter den Långa marschens slut 1935.

I Jiangxi bildades 1931 Kinesiska sovjetrepubliken, även kallad "Jiangxisovjeten," där Mao inledningsvis var ordförande. Den Röda armén lyckades driva tillbaka den Nationella revolutionära arméns inringningskampanjer fyra gånger, men under en konferens i Ningdu i oktober 1932 förlorade dock Mao sin ställning i som överkommissarie över Röda armén och ersattes med Zhou Enlai
Det var i Jiangxi som kommunisterna genomförde sina första försök att omdana samhället i socialistisk riktning. I november 1931 utfärdades en lag om jordreform som omfördelade jorden från bönder som kategoriserats som rika bönder till fattigbönder och jordlösa bönder. Jordreformen hade våldsamma inslag, vilket ledde till att kommunisterna förlorade stöd bland vissa folklager. 1933-34 genomförde ytterligare en kampanj för att klassificera bönderna i olika egendomsklasser. Kommunisterna utfärdade också en äktenskapslag 1931, vilken skapade jämställdhet i äktenskapet mellan män och kvinnor.
Inte förrän i hösten 1934 lyckades Chiang bryta kommunisternas försvarslinjer genom att bygga upp fronten långsamt med blockhus enligt råd från sin tyske militäre rådgivare Hans von Seeckt. Detta ledde till att cirka 100 000 kommunister evakuerade Jiangxisovjeten 15 oktober 1934 för att hitta ett nytt basområde.

## Den långa marschen
Vid ett uppehåll i Zunyi i januari 1935 höll partiets politbyrå ett utvidgat möte för att diskutera partiets strategi. Under konferensen lyckades Mao Zedong få andra inflytelserika kommunister som Zhou Enlai, Zhu De och Liu Bocheng att gå över till hans sida, medan den Kominternvänliga fraktionen med Otto Braun, Bo Gu och Wang Ming förlorade sina uppdrag.
Marschen kantades av en rad sammandrabbningar med nationalisternas armé, som sedermera blivit legendariska i den kinesiska militärhistorien. Slaget vid Luding är en känd händelse som skildrats på många ställen av såväl kommunister som andra återgivare. Slaget utkämpades vid bron Luding som går över Dadufloden.
Målet med den långa marschen var att hitta ett område som inte kunde nås av den kinesiska regeringens trupper och att där upprätta en ny kommunistisk gerillabas, men det tog lång tid för Röda armén att bestämma sig för ett slutgiltigt reträttmål. När Röda arméns ledning nådde Tongwei härad i östra Gansu-provinsen i september 1935 erfor man från tidningen Dagongbao att en kommunistisk bataljon fortfarande opererade i norra Shaanxi-provinsen. På ett möte den 28 september beslutade partiledningen att föra Röda armén till norra Shaanxi och där upprätta ett nytt basområde.
Efter det att Röda armén anlänt till Shaanxi byggde Mao upp en bas för den Röda armén i området kring Bao'an Efter att KKP skapat en allians med Guomindang mot Japan tilläts kommunisterna flytta sitt högkvarter till Yan'an, vilket förblev huvudstad fram till 1947. Mao var fortfarande inte obestridd ledare och hans största problem var att utmanövrera sina motståndare. Zhang Guotao lämnade KKP 1938. Wang Ming återstod som hans främste konkurrent, men undanträngdes som ett resultat av korrigeringsrörelsen 1942. Det var inte förrän den 20 mars 1943 som Mao formellt blev det kinesiska kommunistpartiets ordförande, först med den fullständiga titeln "Ordförande i partiets Politbyrå" och sedan, när denna post skapades vid den sjunde partikongressen 1945, som "Ordförande i partiets Centralkommitté".

## Rektifieringskampanjen i Yan'an 1942-44
Trots att Mao hade lyckats säkra en ledande position i partiet under 1930-talet var hans ledarställning inte helt obestridd. Moskvautbildade kommunister som Bo Gu och Wang Ming satt fortfarande i partiledningen och utgjorde ett hot mot Maos ledarskap. Dessutom hade många radikala intellektuella från många olika delar av landets samlats i Yan'an och många av dem var kritiska mot ledarskiktets livsstil och politik. Mao hade själv aldrig varit utomlands och hade översiktliga kunskaper i marxism-leninismen, varför han ofta förlitade sig på Chen Boda som spökskrivare. En stor del av Maos kunskaper om marxismen var hämtade från standardverket Sovjetunionens kommunistiska partis historia: kortfattad kurs, som kom ut i sin första kinesiska översättning 1939, och Mao tog särskilt fasta på bokens tes att klasskampen skulle fortsätta även efter socialismens införande.
För att ena partiet bakom sitt ledarskap lät Mao säkerhetsexperten Kang Sheng sätta igång en "korrigeringsrörelse", som attackerade intellektuella och strävade efter att likrikta kulturen och den ideologiska skolningen. Den 2 maj 1942 höll Mao ett tal som kan läsas i "Föreläsningar om litteratur och konst". Konsten och litteraturen måste tjäna revolutionen. De politiska kriterierna överordnas de konstnärliga. "Det vi kräver är en enhet av politik och konst, enhet av innehåll och form, enhet av revolutionärt politiskt innehåll och en så fulländad konstnärlig form som möjligt."

## Det andra kinesisk-japanska kriget
Chiangs ovilja att konfrontera Japan utsatte honom för allt starkare kritik i takt med att Japan bildade marionettstaten Manchukuo och stegvis utvidgade sitt inflytande i Norra Kina. Vid ett besök 1936 på krigsherren Zhang Xueliangs militärbas i Xi'an kidnappades Chiang Kai-shek av sin värd som ville att Chiang skulle prioritera kampen mot Japan. Efter tuffa förhandlingar släpptes Chiang mot att han öppnade vägen för att de försvagade kommunisterna kunde delta i en enhetsfront mot Japan. Chiang gav sin tillåtelse till att kommunisterna fick skapa ett högkvarter i Yan'an och den kommunistiska armén blev formellt en del av den Nationella revolutionära armén i enheterna "Åttonde routearmén" och "Nya fjärde armén".
Den 7 juli 1937 utbröt väpnade strider mellan den kinesiska 29:e armén och den japanska garnisonen i Wanping utanför Peiping, i vad som senare blev känt som Marco Polo-broincidenten. Både den kinesiska och den japanska regeringen skickade truppförstärkningar till Nordkina för att få stopp på striderna, men ingen av parterna förklarade krig mot varandra. Den japanska regeringen hade inledningsvis inte som mål att ockupera hela Kina, utan ville tvinga Chiang Kai-shek att erkänna Manchukuo och förmå honom att bekämpa kommunismen, något som var inrikespolitiskt omöjligt i Kina. 
Det gjorde att inbördeskriget mellan kommunister och nationalister tillfälligt minskade i styrka och man bildade en "Andra enhetsfront" för att gemensamt bekämpa de japanska angriparna. Samarbetet var dock i realiteten minimalt; fortfarande pågick strider mellan nationalister och kommunister. Kommunisterna var dock inblandade i få sammandrabbningar med japanerna. USA såg Chiang Kai-shek som en viktig allierad och stödde nationalisterna samtidigt som kommunisterna fick omfattande stöd från Sovjetunionen.

## Det andra inbördeskriget
Den 6 respektive den 9 augusti 1945 släpptes atombomberna över Hiroshima och Nagasaki och den 9 augusti förklarade Sovjet krig mot Japan och invaderade Manchukuo i operation Augustistorm. Kort därefter kapitulerade Japan villkorslöst.
Eftersom de avgörande slaget mot Japan hade skett utanför frontlinjerna i det egentliga Kina hade ett maktvakuum uppstått i Kina, där nationalister och kommunister tävlade om att ta emot Japans kapitulation på lokal nivå. Då nationalisternas trupper var tunt utspridda över landet gynnade detta kommunisterna som hade ett starkt fäste i norra Kina, vilket understöddes av sovjetiska Röda arméns ockupation av Manchuriet. I veckorna efter kapitulationen lyckades kommunisterna öka sitt territoriella omfång från 116 härad till 175 på bara ett par veckor. För att förhindra ett inbördeskrig sände USA Patrick Hurley till Chongqing, där Chiang och Mao Zedong förhandlade om efterkrigsordningen mellan augusti och oktober 1945. Enligt "10 oktober-överenskommelsen" erkände kommunisterna nationalistregeringen som Kinas lagliga regering, medan nationalisterna erkände kommunisterna som ett legitimt parti och man inledde förhandlingar om att slå ihop nationalisternas och kommunisternas väpnade styrkor. I januari 1946 sammankallades en politiskt rådgivande konferens i Chongqing med ledamöter från alla viktigare politiska partier som skulle utarbeta en ny konstitution.
Förhandlingarna misslyckades och i den 26 juni 1946 utbröt fullskaliga fientligheter mellan nationalisterna och kommunisterna. Nationalisterna var numerärt och teknologisk överlägsna kommunisterna och inhöstade vissa framgångar i krigets inledningsskede. Bland annat erövrades kommunisternas bastion Yan'an i mars 1947. Stärkta av framgångarna utfärdade nationalisterna en ny konstitution och en nationalförsamling sammankallades i Nanjing utan kommunisternas medverkan 1948, där Chiang valdes till Republiken Kinas president den 20 maj. Stödet för Chiang urholkades dock snabbt på grund av regimens korruption, brutalitet mot oliktänkande och den hyperinflation som drabbade städerna i slutet på 1940-talet. 

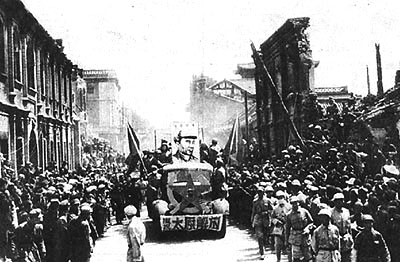
Kommunistiska styrkor intar Taiyuan i april 1949.

Efter de sovjetiska truppernas tillbakadragande ur Manchuriet hade Folkets befrielsearmé, som kommunisternas armé nu kallade sig, lyckats bygga upp en stark maktbas på landsbygden, varför Chiang bestämde sig för att satsa sina bästa styrkor på att driva ut kommunisterna ur regionen, istället för att konsolidera sina positioner i södra Kina. Detta visade sig vara ett ödesdigert misstag och efter att hårda strider utkämpats från december 1947 till november 1948 vann kommunisterna slaget om Manchuriet, vilket öppnade vägen till Peiping (Peking) som intogs den 22 januari 1949 efter en kort belägring.
Inbördeskriget flammade upp igen efter andra världskriget, och nu stödde USA öppet Chiang mot kommunisterna. Till en början hade nationalisterna framgångar med sina styrkor som var både mer stridstränade, bättre utrustade och i större numerär. Under vapenvilan sommaren 1946 fraktades omfattande mängder krigsmateriel in i kommunisternas bas i Manchuriet, som gränsade till Sovjetunionen. Denna vapenvila var en vändpunkt i kriget och kommunisterna började få övertaget.

## Folkrepubliken Kinas grundande
Chiang Kai-shek avgick formellt som Republiken Kinas president 21 januari 1949 efter att nationalisterna lidit svåra förluster. Folkrepubliken Kina proklamerades 1 oktober 1949, men striderna fortsatte. Den 10 december flydde Chiang Kai-shek med de flesta av sina trupper till Taiwan, där han fortsatte att hävda att hans regering var den verkliga representanten för Kina. ("Nationalistkina" innehade Kinas plats i FN ända till 1971.) De sista striderna avslutades i maj 1950 med att kommunisterna övertog ön Hainan.

### Mao väljer sida
I Jugoslavien hade den kommunistiske ledaren Josip Broz Tito brutit med Josef Stalin. Därför hoppades och trodde den amerikanska presidenten Truman och hans rådgivare att inte heller Kina efter kommunisternas seger i inbördeskriget skulle bli en sovjetisk satellitstat. Det fanns likheter, som att både Mao och Tito länge dominerat sina respektive partier. Amerikanerna hade "förlorat" Kina till kommunismen men tröstade sig med att det inte skulle innebära en motsvarande "vinst" för Sovjetunionen. De trodde att Mao mycket väl kunde bli en "asiatisk Tito".
Mao hade emellertid ingen avsikt att följa Titos exempel. Mao var en hängiven marxist-leninist och var villig att underordna sig Stalin som den internationella kommunismens ledare. Den 30 juni 1949 förklarade Mao i ett berömt tal att Kina måste alliera sig med "Sovjetunionen, med folkdemokratierna och med proletariatet och de breda folkmassorna i alla andra länder och bilda en internationell enhetsfront.... [Vi] måste luta åt en sida."
Mao kände sig också förrådd av amerikanerna, som hade stött Chiang Kai-shek i inbördeskriget. Den sista tiden, efter att det stod klart att Chiang inte kunde segra, hade dock Trumanadministrationen gjort detta motvilligt på grund av press från den så kallade Kinalobbyn. Mao trodde även att USA planerade en invasion för att hjälpa nationalisterna, men det fanns inga sådana planer. Maos tal i juni ledde i sin tur till att många i USA trodde att den internationella kommunismen verkligen var en monolitisk rörelse som styrdes från Moskva.

### Besök i Moskva

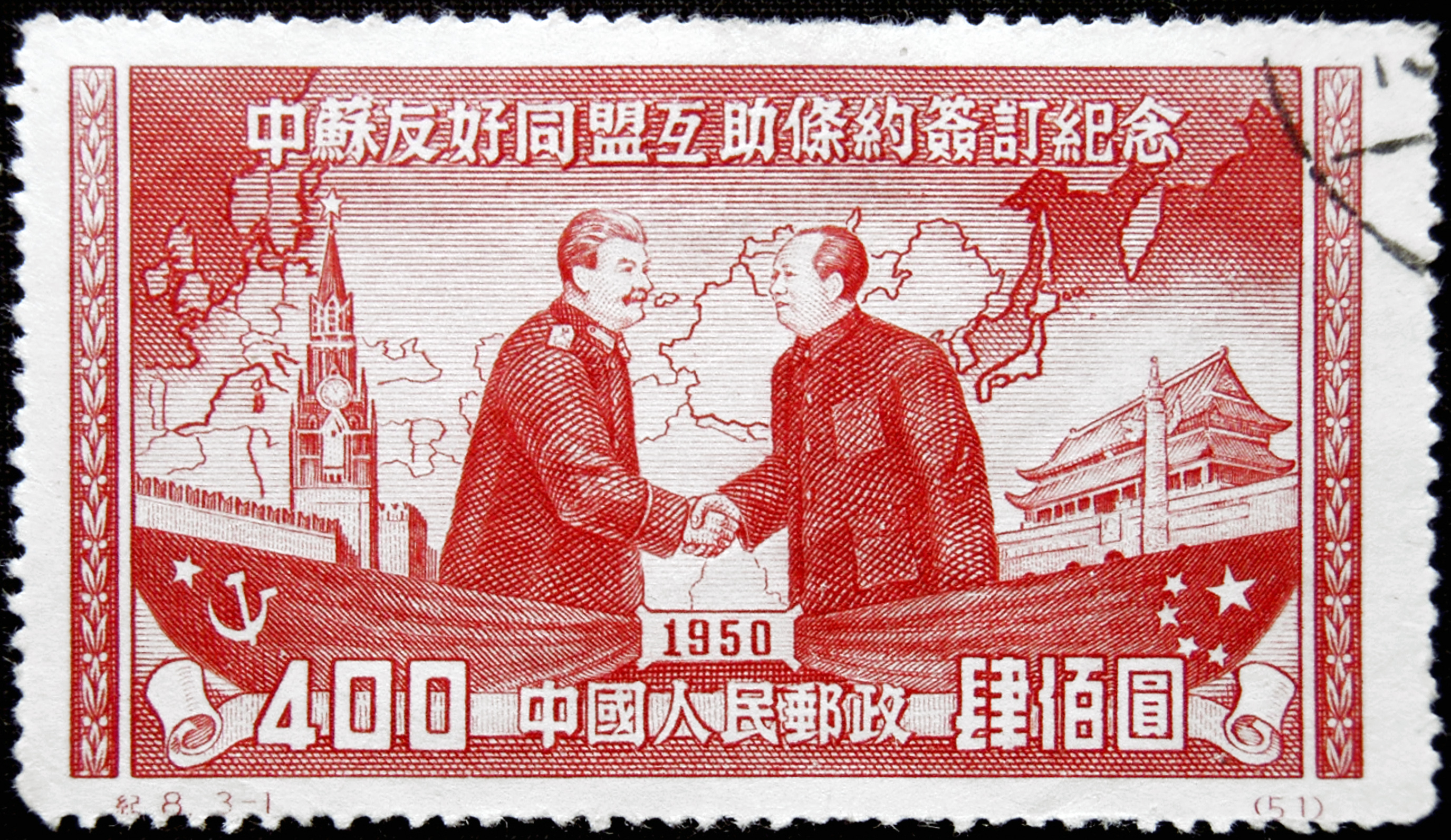
Josef Stalin och Mao Zedong på ett kinesiskt frimärke från 1950.

Förhållandet mellan Sovjetunionen och kommunisterna i Kina hade också ibland varit dåligt. I februari 1949 hade Josef Stalin rått Mao att inte låta sina trupper avancera längre än till Yangtzefloden, utan nöja sig med att kontrollera norra delen av Kina. Fem månader senare, när en delegation från Kina ledd av Liu Shaoqi besökte Moskva, bad Stalin om ursäkt för att ha underskattat dem och föreslog att de skulle göra en slags "arbetsfördelning", där Kina kunde ha inflytande i Asien och Sovjet i Europa.
Stalin bjöd in Mao till Moskva i december 1949 med anledning av att den nya kinesiska staten hade utropats. De träffades den 16 december efter att Mao rest tio dagar med tåg. Mao ville att man skulle upphäva det gamla fördraget som Sovjetunionen slutit med Chiang Kai-shek 1945 och istället ville han ha en ny allians med ryssarna. Stalin var dock tveksam till att gå med på det. Efter deras första möte fick Mao gå sysslolös, halvt isolerad, så att journalister från väst spekulerade i om han var satt i husarrest.
Inte förrän den 23 januari återupptogs förhandlingarna, som blev mycket hårda. Den 14 februari kunde emellertid ett "Fördrag om vänskap, samförstånd och ömsesidigt stöd" undertecknas av utrikesministrarna: Kina och Sovjetunionen hade fattat beslut om en 30-årig allians mot anfall från Japan, eller från någon stat som kunde tänkas samverka med Japan, en motsvarighet till västländernas Atlantpakten. De kom också överens om några saker vid sidan om fördraget: Sovjetunionen gav Kina en fördelaktig kredit på 300 miljoner dollar med bara 1 procents ränta, flottbasen Port Arthur liksom Changchun-järnvägen skulle återlämnas till Kina och några kinesisk-sovjetiska samarbetsbolag upprättades – bland annat för att exploatera naturtillgångar i Xinjiang. Sammantaget var överenskommelserna fördelaktiga för Kina, men trots det var Mao i efterhand mycket missnöjd, främst för att Stalin i början varit motvillig till att gå med på en försvarsallians och för att samarbetsbolagen påminde honom om den imperialism som Kina varit utsatt för sedan 1800-talet.

## Koreakriget
Den 25 juni 1950 startade Koreakriget med att Nordkorea anföll Sydkorea. Den nordkoreanske ledaren Kim Il Sung hade fått Stalins och Maos stöd för ett angrepp, även om båda ledarna hade varit tveksamma. För nationalisternas ledare Chiang Kai-shek kom kriget som en skänk från ovan; den 5 januari hade Truman sagt att USA inte skulle ingripa ifall Taiwan attackerades av Folkrepubliken Kina, och efter att kommunisterna övertagit ön Hainan i maj var nästa steg i deras planer att angripa Quemoy och de andra småöarna för att nästkommande år attackera Taiwan. Enligt en order som utfärdades den 27 juni intog nu istället den Sjunde amerikanska flottan position i Formosasundet för att förhindra strider mellan de två kinesiska staterna. 
Den 19 oktober 1950 sände Mao s.k. frivilligstyrkor in i Korea som angrep FN-styrkorna och de sydkoreanska trupperna. Detta inträffade efter att FN-styrkorna hade haft framgångar i inledningen av kriget och amerikanska och sydkoreanska trupper avancerat in över gränsen till Nordkorea. Angreppet var väsentligen en stor succé, och den 4 januari 1951 hade kineserna och nordkoreanerna intagit Seoul. De nådde ännu en bit in i Sydkorea innan fronten stabiliserade sig ungefär vid den 38:e breddgraden.
Denna militära framgång var den första verkligt stora kinesiska militära triumfen på över hundra år och gav Mao stor prestige i landet.

## Jordreformen
Mao genomförde en jordreform, som först gav mark åt 300 miljoner bönder. Efter 1953 påbörjades dock en kollektivisering av jordbruket enligt socialistisk modell, och denna hade i princip genomförts i hela landet (med undantag av de regioner som beboddes av olika etniska minoriteter) år 1957. P.g.a. bristande underhåll och avsaknad av nödvändiga investeringar var infrastrukturen på landsbygden i form av flodvallar, dammar och kanaler vid denna tidpunkt svårt förfallen. Mao beordrade då, delvis i ett försök att påskynda utvecklingen och moderniseringen av jordbruket vad han kallade det Stora språnget som innebar att s.k. folkkommuner bildades runt om i Kina och dessa ansvarade för att landsbygdsbefolkningen med handkraft skulle reparera infrastrukturen. Detta skedde också, men till en kostnad i människoliv som var ohygglig. Det misslyckade Stora språnget utmynnade i en omfattande svältkatastrof och ekonomiskt misslyckande.

## Polen och Ungern
1956, kort efter att Stalins efterträdare Nikita Chrusjtjov hade hållit sitt så kallade "hemliga tal", uppstod oroligheter i Polen, varefter en "liberal" grupp ledd av Władysław Gomułka lyckades komma till makten under starka protester från Sovjetunionen. Kort därefter kom en ännu svårare utmaning mot Sovjetunionen då ett fullskaligt uppror bröt ut i Ungern (se Ungernrevolten). Mao stödde Gomułka i Polen eftersom han (Mao) ansåg att anledningen till problemet var samma ryska "stormaktschauvinism" som Kina hade fått uthärda under så lång tid; Liu Shaoqi skickades till Moskva och övertalade Nikita Chrusjtjov att inte ingripa med våld. I fallet Ungern däremot lät Mao Liu Shaoqi sätta tryck på den sovjetiske ledaren att slå ned revolten. Att försvara ett broderlands rätt att välja sin egen väg till socialismen var en sak, men en kontrarevolution var något annat.

## "Låt hundra blommor blomma" och Kampanjen mot högerelement
I januari 1956 lade Kinas premiärminister Zhou Enlai fram en rapport inför partiets centralkommitté om de intellektuellas passivitet. Den 2 maj lanserade Mao sin slogan "Låt hundra blommor blomma och låt hundra tankeskolor tävla!" (baihua qifang, baijia zhengming). Det propagerades för en fri debatt och Mao uppmuntrade personligen till kritik av statsmakten. Under andra halvåret 1956 fick Mao till en början mycket lite gensvar, och det var först sedan han hållit ett tal den 27 februari 1957 (av vilket bandupptagningar och en oredigerad utskrift distribuerades internt till bl.a. högskolor och forskningsinstitut) om lösningen av s.k. motsättningar bland folket, som en stor mängd brev med kritik och uppmaningar till förändringar inkom till de styrande och böcker och debattartiklar började skrivas. Debatten hade i början på juni 1957 blivit så livlig att Mao tvingades backa. En stort upplagd kampanj mot "högerelement" startades och kritikerna, uppemot 500 000 personer, stämplades som högerelement och tvingades till självkritik. Många av dem förvisades sedan till avlägsna trakter, degraderades eller trakasserades på andra sätt och stämplingen som högerelement låg kvar över dem även genom den senare kulturrevolutionen.

## Stora språnget
1958 tillkännagav Mao den andra femårsplanen för folkrepubliken Kina. Den kallades "Det stora språnget framåt" och syftade till att Kina industriellt och ekonomiskt först skulle "överträffa Storbritannien" och sedan "hinna upp USA" (chao-Ying gan-Mei). Båda målen antogs kunna nås inom en 15-årsperiod. Den kanske mest kända beståndsdelen i stora språnget var stålproduktionsförsöken även om reformförsök på landsbygden var de mer direkta orsakerna till den svältkatastrof som drabbade landet 1959-61. Historiker beräknar att mellan 15 och 46 miljoner människor dog till följd av det stora språnget.
Kina under Maos ledning såg i slutet av 1950-talet med viss avund på Sovjets stora och kvalitetsmässigt överlägsna stålproduktion. Mao ansåg att stålproduktion och -export är en av grunderna i en stabil ekonomi och därmed lades mycket vikt vid stålproduktionsförsöken.
Arbetare och studenter uppmanades att samla in oanvänt järnskrot och gemensamt bygga "bakgårdsmasugnar" för att smälta järnet och göra det till stål. Man beräknade att det byggdes 600 000 bakgårdsmasugnar under denna tid. Den samlade bilden av stora språnget är att alltför mycket resurser koncentrerades på detta försök att skapa stål med tvivelaktigt resultat samtidigt som annat försummades i kommunerna.

### Lushankonferensen

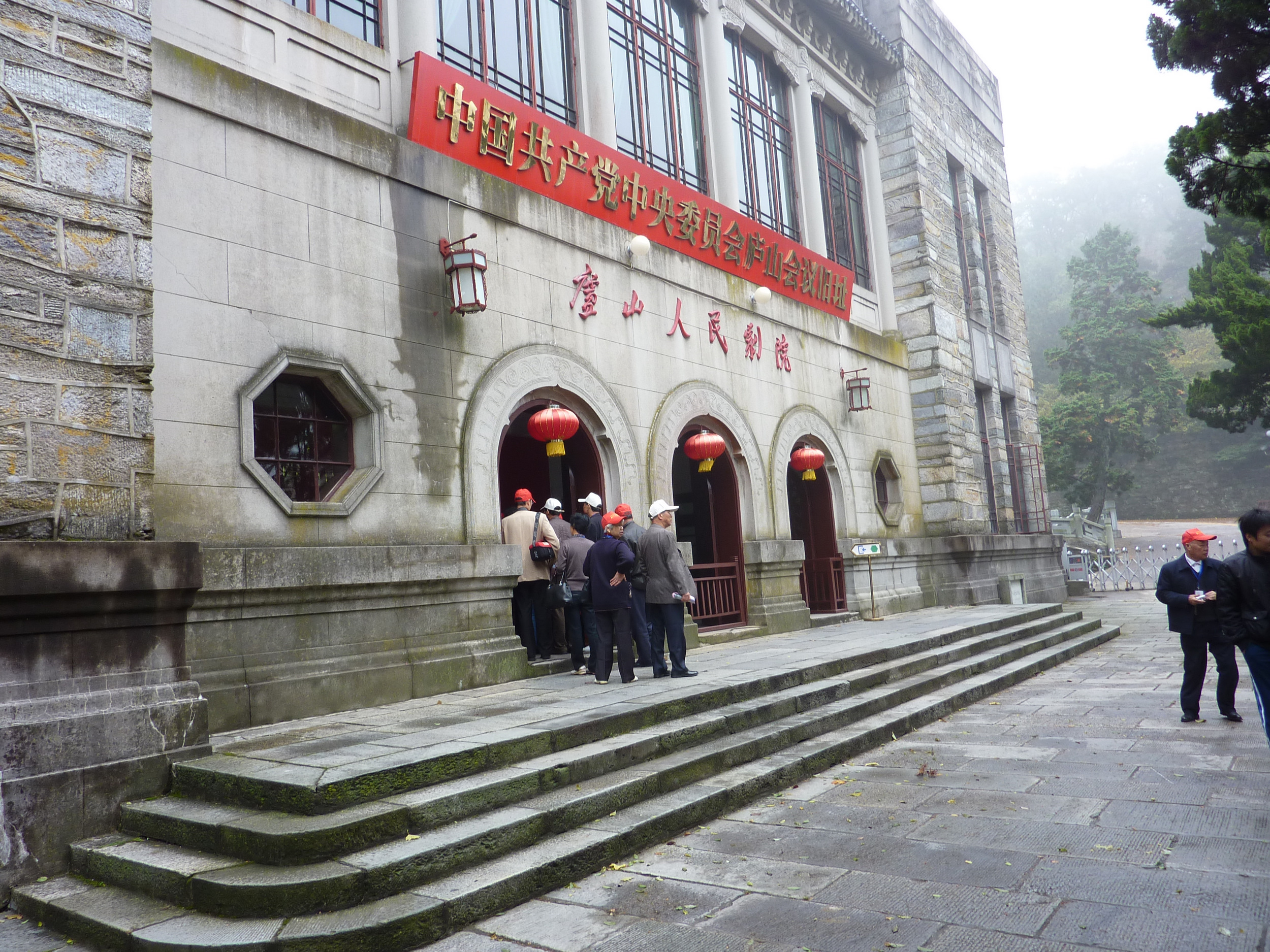
Folkets teater i Lushan, där konferensen hölls i juli-augusti 1959.

Vid ett möte med Centralkommittén i Kinas kommunistiska parti i kurorten Lushan i Jiangxiprovinsen i juli 1959 diskuterade Mao med sina kollegor hur man bäst skulle kunna komma till rätta med flera av de problem som uppstått på grund av stora språnget och då i första hand obalansen i ekonomin. Den 14 juli överlämnade försvarsministern Peng Dehuai ett personligt brev till Mao i vilket han i mycket försiktigt valda ordalag höll honom i första hand ansvarig för problemen, något som Mao dock inte på detta sätt kunde acceptera. Maos motdrag blev att distribuera kopior av Pengs brev till de andra i ledarskapet och uttala ett mycket skarpt formulerat och personligt fördömande av Peng. I en extremt spänd atmosfär under resten av juli ställde sig allt fler ledare på Maos linje, och vid ett hastigt kallat Centralkommittéplenum i Lushan de två första veckorna i augusti avsattes Peng och tre andra högt uppsatta medlemmar av partiet som sades haft “samröre” med honom. Till ny försvarsminister utsågs Lin Biao.
En viktig följd av konfrontationen mellan Mao och Peng blev att det stora språngets politik nu i stället för att modereras snarare under en tid intensifierades, och dess kritiker avfärdades som “högeravvikare”. 

### Det stora språnget överges och Maos flytt till "andra linjen"
Det skulle dröja ytterligare två år innan Mao på allvar började backa ned från sina utopiska planer på att genom ett enda stort “språng” lyfta Kina in i kommunismen på bara några år. Under vintern 1961 skickade partiledningen ut undersökningsgrupper som skulle undersöka omfattningen av det katastrofala läget och dessa följdes upp med att olika partiledare genomförde personliga inspektioner. Först nu tillät staten att livsmedel importerades från väst. Under sommaren samma år diskuterades det stora språngets konsekvenser och vid en stor partikonferens med 7000 kadrer i februari 1962 förklarade Liu Shaoqi att det stora språnget var över. Liu förklarade att svältkatastrofen till sjuttio procent berodde på den mänskliga faktorn och trettio på olika naturfenomen. Regeringen började nu tillåta privata former av jordbruk för att få upp livsmedelsproduktionen. Från och med 1962 hävdade Mao senare att han i praktiken hade dragit sig tillbaka till den så kallade "andra linjen" och låtit i första hand Liu Shaoqi och Deng Xiaoping leda landet.

## Brytningen med Sovjetunionen
I september 1959 möttes Chrusjtjov och den amerikanske presidenten Dwight D. Eisenhower i USA. Ryssarna var oroade av "det stora språnget" och de försökte lugna väst. Ryssarna hade tidigare tagit tillbaka sitt löfte om att hjälpa Kina att utveckla kärnvapen. De hade också vägrat att stödja Kina i gränsdispyten med Indien. Dessa saker förolämpade Mao. Bara det faktum att mötet ägde rum var emot Maos principer, och han ansåg att Chrusjtjov var eftergiven emot väst.
Delvis hade splittringen även inrikespolitiska orsaker. Det stora språnget hade misslyckats och rivalerna inom kommunistpartiet, Liu Shaoqi och Deng Xiaoping, försökte utmanövrera Mao. Mao utnyttjade bråket med Sovjetunionen och framställde sina rivaler som agenter för den främmande makten. Mao såg sig också som den rättmätige ledaren för kommunismen efter att Stalin dött och ersatts av Chrusjtjov, eftersom Mao var mest erfaren och eftersom Chrusjtjov tog avstånd från stalinismen.
De båda länderna hade länge kritiserat varandra indirekt bland annat genom att Kina angrep Josip Broz Tito, som Sovjet hade börjat normalisera sitt förhållande med, och Sovjet angrep den kinavänlige diktatorn i Albanien, Enver Hoxha. Men 1960 blev splittringen offentlig under två kommunistiska möten i Rumänien respektive Moskva. Chrusjtjov kritiserade Mao för hans "äventyrliga" politik. Kineserna anklagade Chrusjtjov för revisionism.
1962 blev splittringen djupare. Mao kritiserade ryssarna för att ha gett efter under Kubakrisen, och samma år stödde Chrusjtjov indierna i ett kortvarigt krig med Kina. De sista formella kommunikationerna mellan de två staterna var i juni 1963 då de kritiserade varandras versioner av kommunism. 1964 hävdade Mao att det skett en kontrarevolution i Sovjetunionen och att kapitalismen hade återinförts. Relationerna mellan kommunistpartierna i Kina och Sovjetunionen avbröts.

## Kulturrevolutionen
Mao inledde Kulturrevolutionen år 1966 vid ett möte med partiets centralkommitté; den pågick till 1976. Den handlade officiellt om att rensa upp Kina från "kapitalistfarare" och "revisionister" inom alla samhällsområden. Kulturrevolutionens viktigaste fråga var dock omfördelningen av makten i den kinesiska staten. Kulturrevolutionens slagord var "Storma högkvarteren!" och andemeningen i detta var att funktioner i kommunistpartiet var ingen garant för att man var en god kommunist. Under kulturrevolutionen var det en vanlig syn med partifunktionärer, professorer och produktionschefer som gjorde offentlig självkritik, men även längre ned i leden förekom kampanjer för ideologisk korrigering. Kritiker menar att Mao utnyttjade ungdomen och studenternas revolutionära glöd för att bidra till en omstrukturering av maktförhållandena i partiet sådan att Mao själv lättare skulle få kontroll. Före och under kulturrevolutionen skapades en stor personkult kring Mao. Hans exakta roll inom kommunistpartiet tycks delvis påmint om Stalins roll i 1930-talets Sovjetunion, att hans hustru ingick i "de fyras gäng", som åtalades kort efter Maos död påminner också starkt om hur den fruktade NKVD-chefen Lavrentij Berija utmanövrerades efter Stalins död och avrättades.

## Mötet med Nixon
Relationerna med Sovjetunionen försämrades ytterligare och 1969 bröt stridigheter ut vid gränsen mellan länderna. Efter att Aleksej Kosygin besökt Peking i september 1969 lugnades dock konflikten ner. År 1970 hade Mao insett att han inte både kunde vara ovän med Sovjetunionen och USA och dessutom stävja interna oroligheter. Han ansåg att Sovjetunionen utgjorde ett större hot mot Kina än vad USA gjorde och bestämde sig för att förbättra relationerna med amerikanerna.
I juli 1971 besökte USA:s nationella säkerhetsrådgivare (och senare utrikesminister) Henry Kissinger i hemlighet Peking, och i februari 1972 reste president Richard Nixon till Kina. Han träffade både Mao och premiärminister Zhou Enlai, och det beslutades att relationerna mellan länderna skulle normaliseras. Mötet kom till stånd till stor del p.g.a. Nixons personliga fascination för Kina och kinesisk kultur. Han hade redan som ung drömt om att få resa till Kina, och han återvände även till Kina efter att han tvingades avgå i augusti 1974 p.g.a. Watergateaffären. Sovjetunionen uppskattade emellertid inte mötet, vilket i sin tur gjorde att Nixon och Leonid Brezjnev träffades på Island en kort tid senare. Se även SALT 1 och SALT 2 - avtalen om kärnvapenbegränsning.

## De sista åren

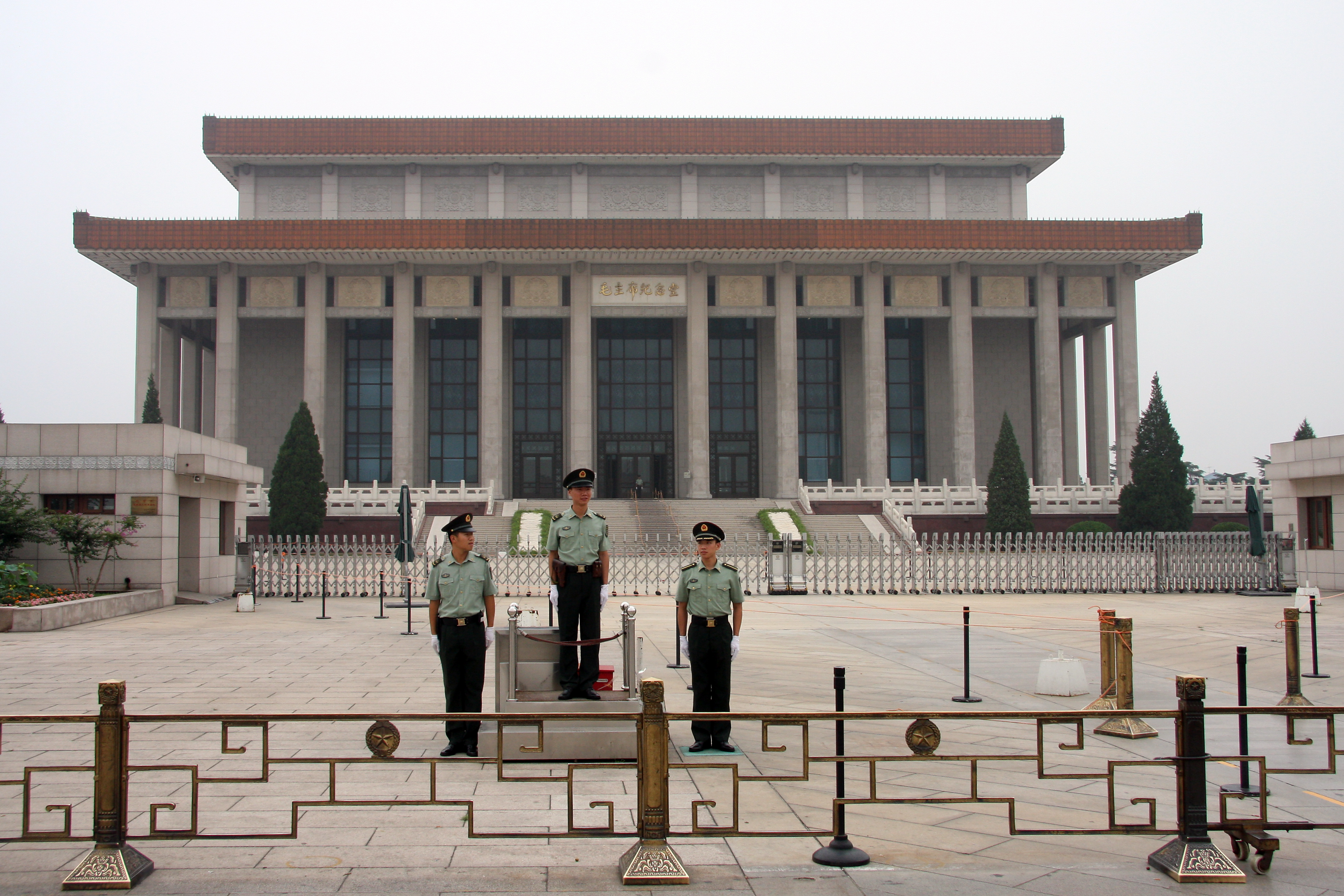
Maos mausoleum på Himmelska fridens torg i Peking.

1974 fastslog Maos livläkare Li Zhisui att han led av den livshotande sjukdomen amyotrofisk lateralskleros (ALS), men Mao fick efter beslut av partiledningen inte reda på diagnosen. Maos tillstånd försämrades stadigt, men han fortsatte att ta emot besökare och hade fortfarande högsta makten i landet. Han vägrade att utse en efterträdare utan lät fraktionerna strida mot varandra.
Maos sista år, 1976, blev ett händelserikt år i Kinas historia. Zhou Enlai avled den 8 januari och vid qingmingfestivalen i april samma år utbröt protester på Himmelska fridens torg, vilket föranledde Mao att avskeda Deng Xiaoping från dennes poster. Zhu De avled den 6 juli. Jordbävningen i Tangshan 1976 den 28 juli sågs som ett förebud enligt kinesisk kosmologi. Maos hälsa hade försämrats under flera års tid och han avböjde från att framträda offentligt några månader innan sin död. Mao utförde sin sista officiella funktion när han tog emot den pakistanske premiärministern Zulfikar Ali Bhutto den 27 maj 1976.
Mao Zedong dog vid 82 års ålder den 9 september 1976 tio minuter över midnatt i Peking. Hans kropp låg på lit de parade i Folkets stora hall. En minneshögtid hölls på Himmelska fridens torg den 18 september 1976. En tre minuter lång tystnad hölls. Hans kropp placerades sedan i Maos mausoleum, trots att han ville bli kremerad och var en av de första högre ledare att i november 1956 underteckna ett förslag om att alla centrala ledare skulle kremeras efter sin död.

## Maktkampen
Som väntat uppstod en maktkamp om Kina efter Maos död. Å ena sidan fanns vänstern ledda av de fyras gäng, som ville fortsätta med den revolutionära massmobiliseringen. Den andra sidan, högern, var uppdelad i två grupper. Den ena gruppen, restorationisterna, ledda av Hua Guofeng, förespråkade en tillbakagång till en mer centralstyrd planering efter sovjetisk modell. Den andra gruppen var reformisterna, ledda av Deng Xiaoping, som ville reformera den kinesiska ekonomin till att bli mer marknadsorienterad och tona ned den maoistiska ideologin i de ekonomiska och politiska besluten.
Den moderata gruppen ledd av Hua Guofeng fick makten i regeringen, men snart utmanövrerades han av Deng Xiaoping, vilket ledde till införandet av Öppna dörrens politik (改革开放 pinyin: găigé kāifàng ordagrant: reform och öppenhet) 1978.

## Eftermäle
"Det stora språnget" och "Kulturrevolutionen" kom att kosta oerhörda mängder människoliv.
Hur många människor som fick sätta livet till under dessa processer är svårt att bedöma från det förr så stängda Kina. Till skillnad från till exempel Pol Pots Kampuchea (dvs Kambodja) och Adolf Hitlers tyska "tredje rike" förlorade Kina inget krig, varför den exakta omfattningen av Maos brott mot mänskligheten är mycket svårare att ange i siffror, än för Pol Pot och Adolf Hitler. Men de dödade räknas åtminstone i miljoner. Vissa källor anger så många som 70 miljoner mördade, avrättade eller avsiktligt ihjälsvultna.
Ett land som länge hade god insyn i maoismens Kina var Sovjetunionen, och den 7 april 1969 meddelade Moskvaradion genom nyhetsbyrån TASS att sammanlagt 26,3 miljoner människor "avlivats" på order av Mao under de 20 åren 1945 till 1965 .

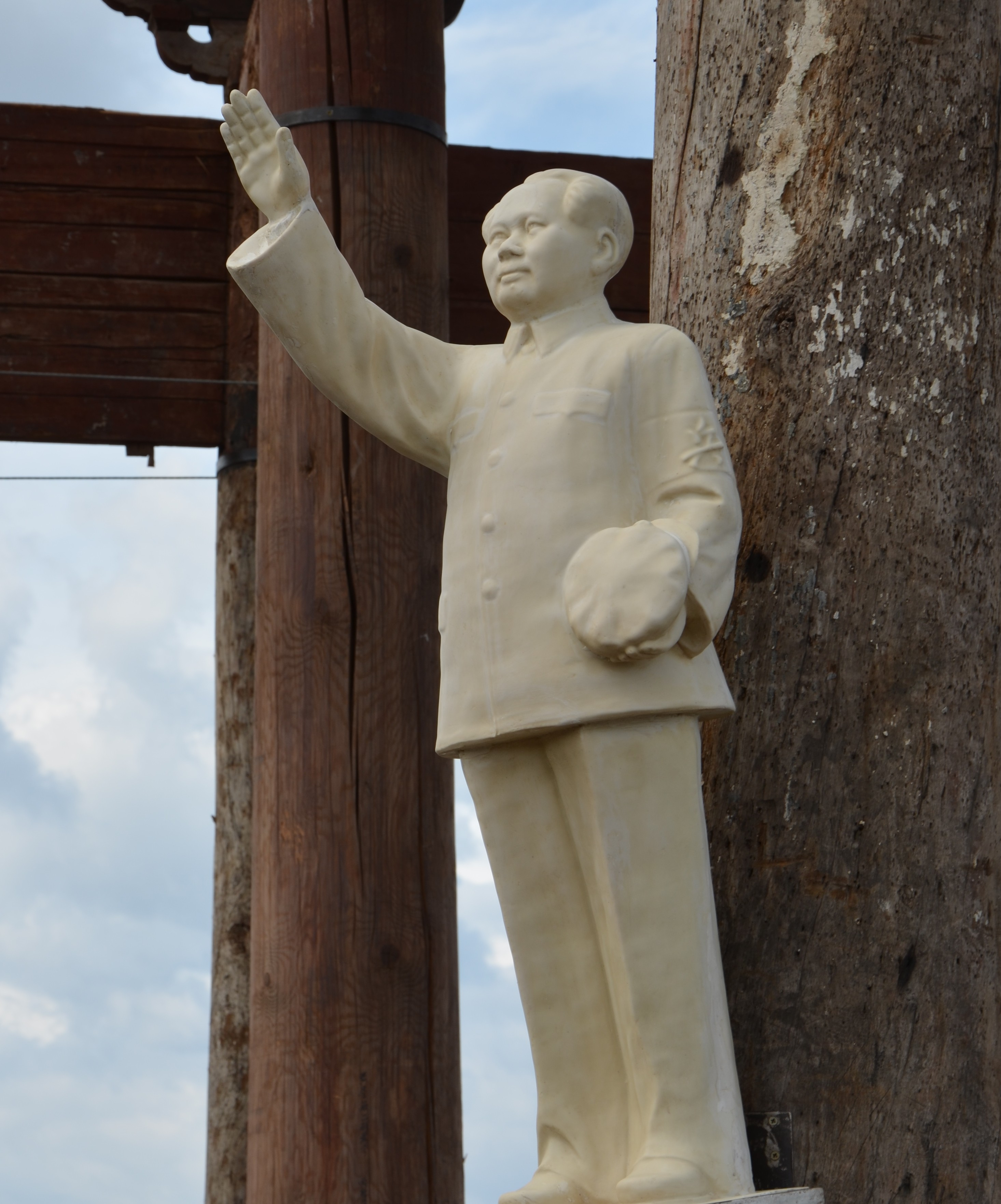
Staty av Mao Zedong i standardpose

## Maoism
Se maoism för mer om ideologin maoism
Maos speciella version av kommunism brukar kallas för maoism och är en variant av marxism-leninism. Före och under 1960-talet utvecklade Mao sin politiska ideologi i ett antal skrifter, men den mest kända av hans skrifter är utan tvekan citatsamlingen Maos lilla röda, som blev en bästsäljare även utanför Kina (i Kina såldes den inte bara utan delades också ut).

## Familj
Mao Zedong var gift fyra gånger. Fruarna var:
1. Luo Yixiu (罗一秀, 1889-1910) från Shaoshan: gift 1907 till 1910 (arrangerat äktenskap)
2. Yang Kaihui (杨开慧, 1901-1930) från Changsha: gift 1921 till 1927, avrättad av Guomindang 1930
3. He Zizhen (贺子珍, 1910-1984) från Jiangxi: gift i maj 1928 till 1939
4. Jiang Qing: (江青, 1914-1991), gift 1939 till Maos död 1976

Hans förfäder var: 
- Wen Qimei (文七妹, 1867-1919), mamma
- Mao Yichang (毛贻昌, 1870-1920), pappa, stilnamn Shunsheng (顺生)
- Mao Enpu (毛恩普), farfar

Han hade flera syskon:
- Mao Zemin (毛泽民, 1895-1943), yngre bror
- Mao Zetan (毛泽覃, 1905-1935), yngre bror
- Mao Zehong, syster (avrättad av Guomindang 1930)

Mao Tse Tung föräldrar hade tillsammans sex söner och två döttrar. Två av sönerna och båda döttrarna dog tidigt, medan Mao Zedong, Mao Zemin, och Mao Zetan överlevde. Likt Mao Zedongs fruar, var Mao Zemin och Mao Zetan kommunister. Precis som Yang Kaihui, mördades både Zemin och Zetan under krigssituationer under Mao Zedongs livstid.
Notera att ze (泽) förekommer i alla syskonens namn. Detta är normalt vid namngivning i Kina.
Mao Tse Tung fick flera barn:
- Mao Anying (毛岸英): son till Yang, gifte sig med Liu Siqi (刘思齐) som föddes under namnet Liu Songlin (刘松林), dödad under Koreakriget.
- Mao Anqing (毛岸青): son till Yang, gifte sig med Shao Hua (邵华), son Mao Xinyu (毛新宇)
- Li Min (李敏): dotter till He, gifte sig med Kong Linghua (孔令华), son Kong Ji'ning (孔继宁), dotter Kong Dongmei (孔冬梅)
- Li Na (李讷): dotter till Jiang (vars födelsenamn var Li), gift med Wang Jingqing (王景清), son Wang Xiaozhi (王效芝)

Vissa menar att Mao fick andra barn under den revolutionära perioden. För det mesta ska då dessa barn ha lämnats kvar bland bönder. Två engelska forskare, Ed Jocelyn och Andrew McEwen, som gick hela Långa marschen-vägen 2002–2003 fann en kvinna som de tror kan vara ett av Maos övergivna barn. De hoppas att någon i Maos familj kommer att vilja bidra till ett DNA-test.

## Skrifter av Mao Zedong

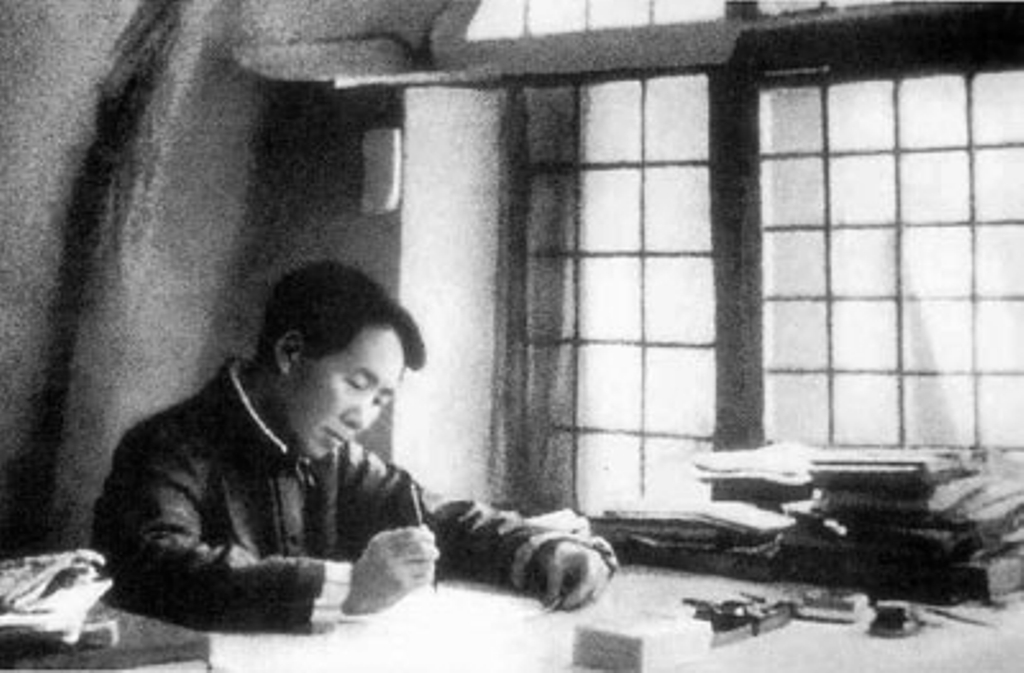
Mao år 1938.

- Citatboken "Maos lilla röda" (紅寶書)
- Valda verk av Mao Tse-tung, band 1-4 med texter från åren 1926-49, band 5 utgivet 1977 med texter från 1949-57.
- Mao Tse-tungs samlade verk, utgivna 1993, med skrifter från 1921-76.
- Militärpolitiska skrifter, utgivna 1963.

Hans mest kända artiklar och tal inbegriper:
- Rapport om en undersökning av bonderörelsen i Hunan; 1927.
- En enda gnista kan tända en präriebrand; 1930.
- Om praktiken( 实践论 ); 1937
- Om motsättningar( 矛盾论 ); 1937
- Om långvarigt krig ( 论持久战 ); 1938
- Att bli angripen av fienden är inte dåligt utan bra; 1939
- Till minnet av Norman Bethune (纪念白求恩); 1939
- Om ny-demokrati (新民主主义论); 1940
- Vändpunkten i andra världskriget; 1942
- Föreläsningar i ett forum i Yenan om litteratur och konst ( 在延安文艺座谈会上的讲话 ); 1942
- Tjäna folket ( 为人民服务 ); 1944
- Den narraktige gamle mannen som tog bort bergen ( 愚公移山 ); 1957
- Om den riktiga behandlingen av motsättningarna inom folket ( 正确处理人民内部矛盾问题 ); 1957
- Teorin om de tre världarna (三个世界理论); 1974 presenterad för Kenneth Kaunda, senare av Deng Xiaoping framlagd för FN:s generalförsamling.

## I populärkulturen
- Mao, som skrev populära - och till fler språk översatta - dikter, har tonsatts bland annat av den svenska världsmusikgruppen Vargavinter på skivan med samma namn.
- Delar av hans dikt Loushanpasset återfinns i Henning Mankells Kinesen.